# Cynthia minuscula
Cynthia minuscula är en fjärilsart som beskrevs av Hayward 1931. Cynthia minuscula ingår i släktet Cynthia och familjen praktfjärilar. Inga underarter finns listade i Catalogue of Life.